# Harvey Pekar
Harvey Pekar (8. října 1939 Cleveland – 12. července 2010 Cleveland Heights) byl americký autor komiksů. Jeho nejznámějším dílem se stala komiksová série American Splendor, ve které popisuje každodenní život svůj, svých přátel a ostatních lidí kolem sebe. Jeho rodiče byli Židé z polského Białystoku.
Během svého života spolupracoval s mnoha kreslíři, sám ke svým komiksům psal pouze texty.
V roce 2003 o něm byl natočen film Můj život, ve kterém si sám zahrál.
Velkou část života, až do svého odchodu do důchodu v roce 2001, se živil jako úředník v nemocnici, kde pracoval i v době, kdy se již svými komiksy stal známým.